# Joseph-Auguste Joffroy
Joseph-Auguste Joffroy est un architecte, né le 2 septembre 1802, à Orange, dans le Vaucluse, et décédé le 1er juillet 1883  à Avignon.

## Biographie
Joseph-Auguste Joffroy commence sa carrière professionnelle aux Ponts et chaussées, puis, comme d'ingénieur à Orange et à Avignon, durant six ans. En 1839, il est nommé architecte par la municipalité d'Avignon, poste qu’il occupera jusqu'en 1879. De 1849 à 1870, il sera également architecte pour le département de Vaucluse. À partir de juillet 1851, le diocèse d'Avignon fait appel à ses services.

## Bâtiments principaux
- Hôtel de ville d'Avignon
- Synagogue d'Avignon
- Hôpital de Cavaillon
- Prison départementale d'Avignon, dite Saint-Anne
- Hôtel de Camaret, actuelle sous-préfecture de Carpentras
- Temple de Puget
- Halles de Valréas
- Église paroissiale Notre-Dame-de-Miséricorde, Sainte-Agathe, de Grillon
- Eglise paroissiale de Sainte Cécile les Vignes (1860) ainsi que le meuble de sacristie, le banc d'œuvre, l'ancienne chaire (détruite dans les années 70)
- Chapelle Notre Dame de Consolation à Sainte Cécile les Vignes (1856)